# Хлопов, Роман Александрович
Роман Александрович Хлопов (род. 23 апреля 1985) — российский самбист и дзюдоист, серебряный призёр чемпионата России по дзюдо, мастер спорта России. Выступал в полулёгкой весовой категории (до 66 кг). Тренировался под руководством С. А. Зверева. В 2009 году стал вторым на чемпионате страны. В 2015 году взял серебро чемпионата МВД России.

## Спортивные результаты
- Чемпионат России по дзюдо 2009 года — ;
- Чемпионат МВД России по самбо 2015 года — .